# Meeuwen, Hill en Babyloniënbroek

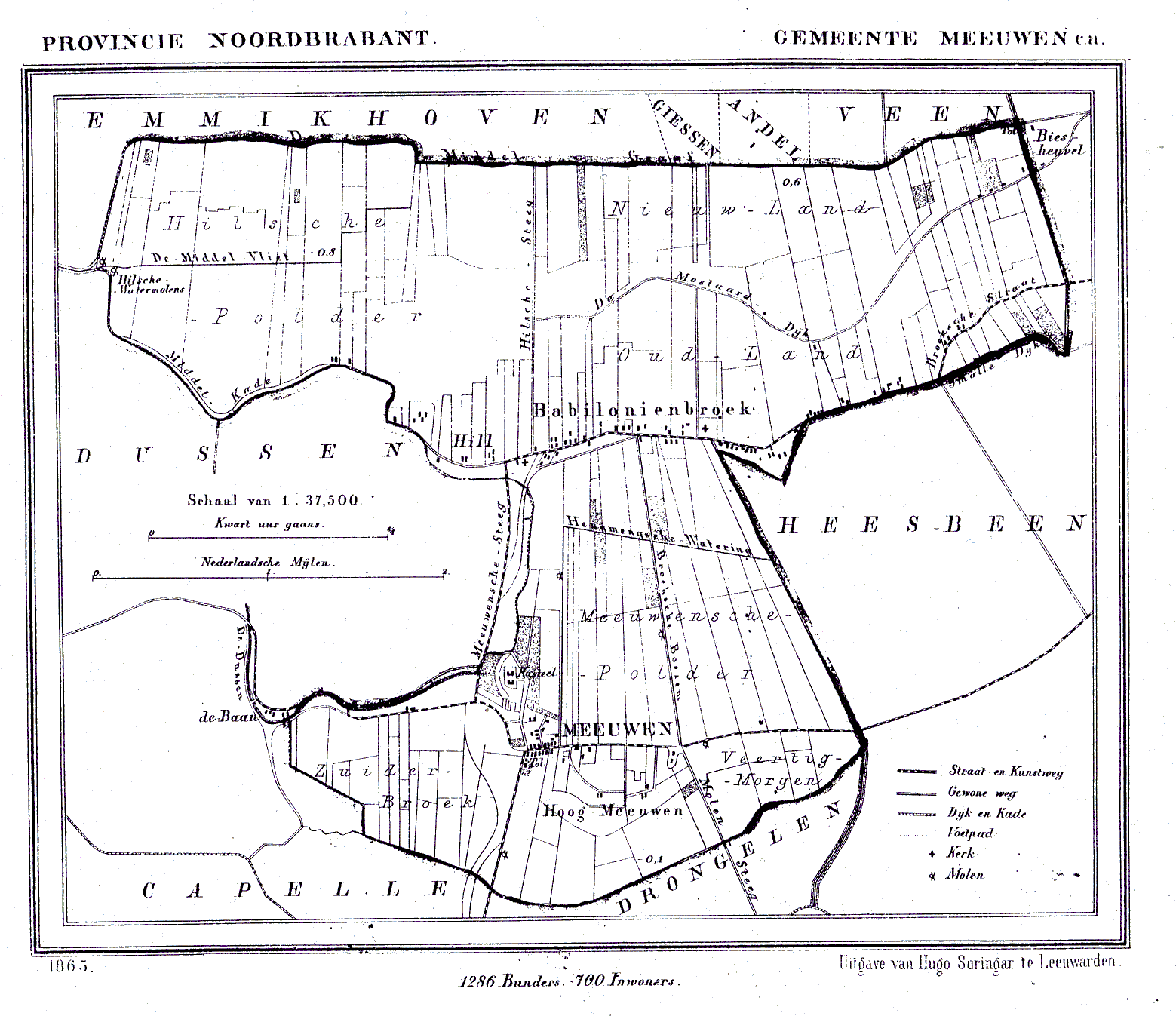
Kaart van de gemeente Meeuwen, Hill en Babyloniënbroek (1865)

Meeuwen, Hill en Babyloniënbroek was een Nederlandse gemeente in Noord-Brabant. Deze omvatte de kernen Meeuwen en Babyloniënbroek en de buurtschap Hill. In 1908 werd de naam van deze gemeente gewijzigd in Meeuwen. (NB: In akten van de burgerlijke stand van deze gemeente gebruikte men (tenminste in 1889) al alleen de naam Meeuwen.)
In 1923 werd deze gemeente toegevoegd aan Eethen om in 1973 onderdeel te worden van de fusiegemeente Aalburg, die in 2019 opging in de gemeente Altena.